# Sint-Johanneskerk (Halberstadt)
De Sint-Johanneskerk (Duits: St. Johanniskirche) is een evangelisch-luthers kerkgebouw in de Duitse stad Halberstadt. De kerk heeft als bijnaam Zweedse Kerk omdat de kerk destijds met hulp van de Zweedse kroon werd gebouwd.

## Omschrijving
De kerk wordt grotendeels omsloten door bebouwing en is toegankelijk door een poort of een ijzeren hek gelegen in Westendorf. De Johanneskerk werd als protestantse kerk gebouwd en is daarmee de enige "echte" protestantse kerk in het centrum van Halberstadt. De overige kerken in het stadscentrum werden ooit als rooms-katholieke kerk gebouwd en pas na de reformatie in protestantse kerken veranderd. De kerk met een lengte van 32 meter en een breedte van 16 meter breed is de grootste vakwerkkerk in Duitsland. Vrij van de kerk staat een massieve klokkentoren uit 1682. Bij de kerk bevindt zich een kerkhof met een aantal oude graven.

## Interieur
De kerk heeft een voor regio uniek cassettenplafond. Het hoogaltaar is in barokke stijl uitgevoerd. Voor het hoofdaltaar staat een bronzen doopbekken uit de 13e eeuw. De rijk met houtsnijwerk gedecoreerde kansel wordt gedragen door een beeld van Johannes de Doper. Een kroonluchter van messing dateert uit de 17e eeuw.

## Gebruik
De evangelische geloofsgemeenschap gebruikt de kerk als zomerkerk en eens in de veertien dagen wordt er een dienst gevierd. In het koude seizoen worden de diensten gevierd in het parochiehuis in Westendorf 20 waar ook andere activiteiten plaatsvinden.

## Afbeeldingen

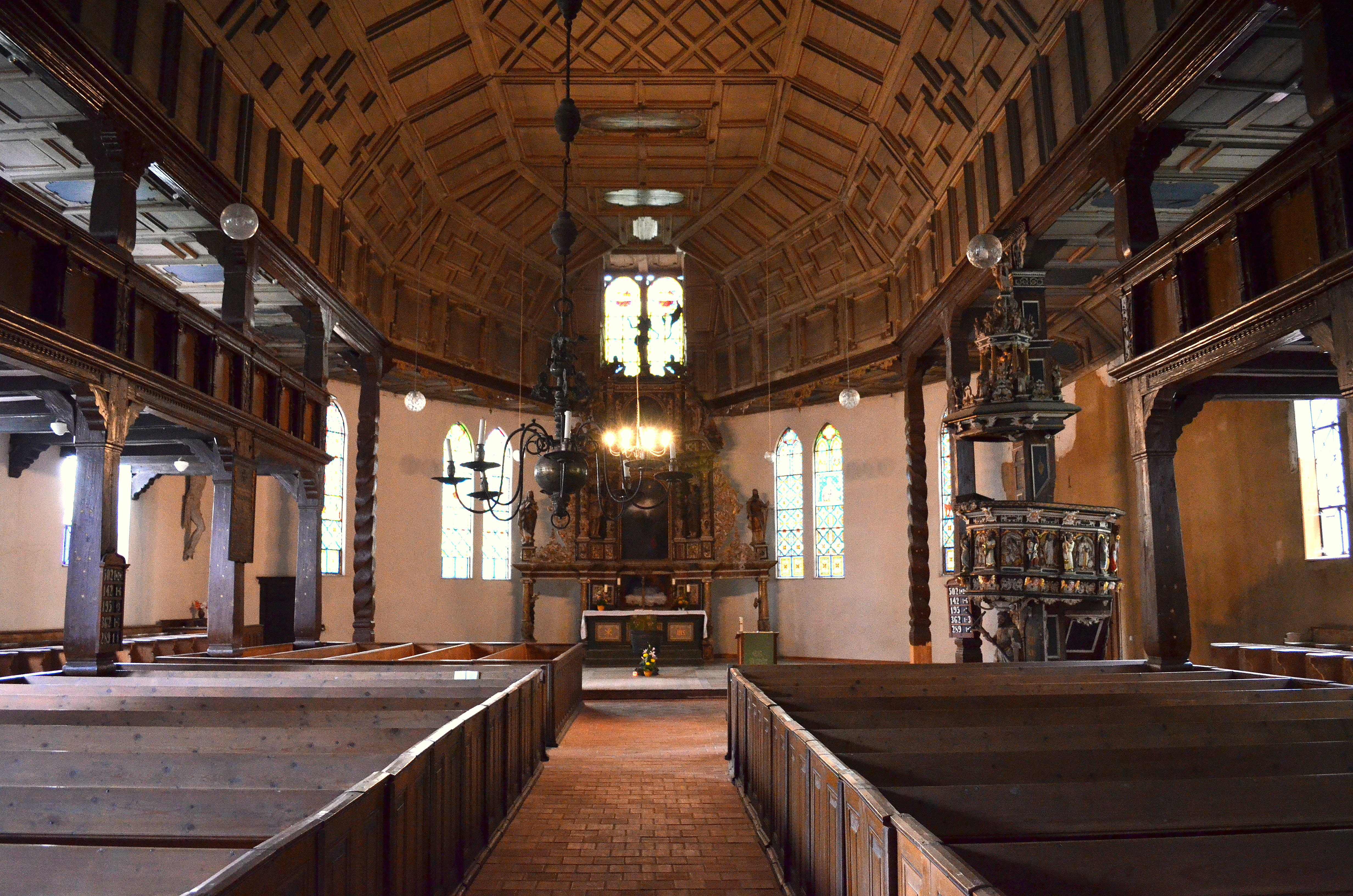
Interieur
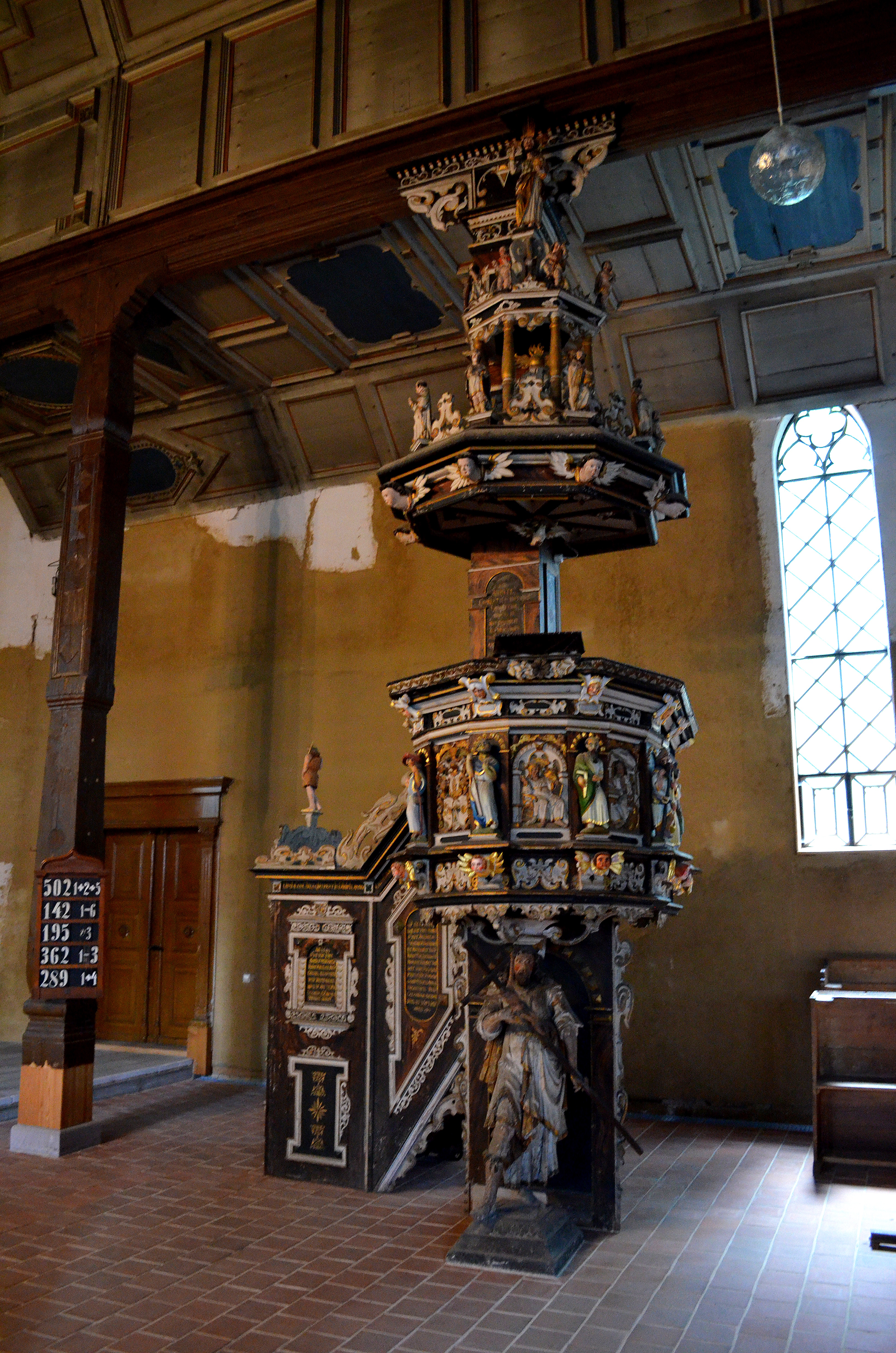
Kansel
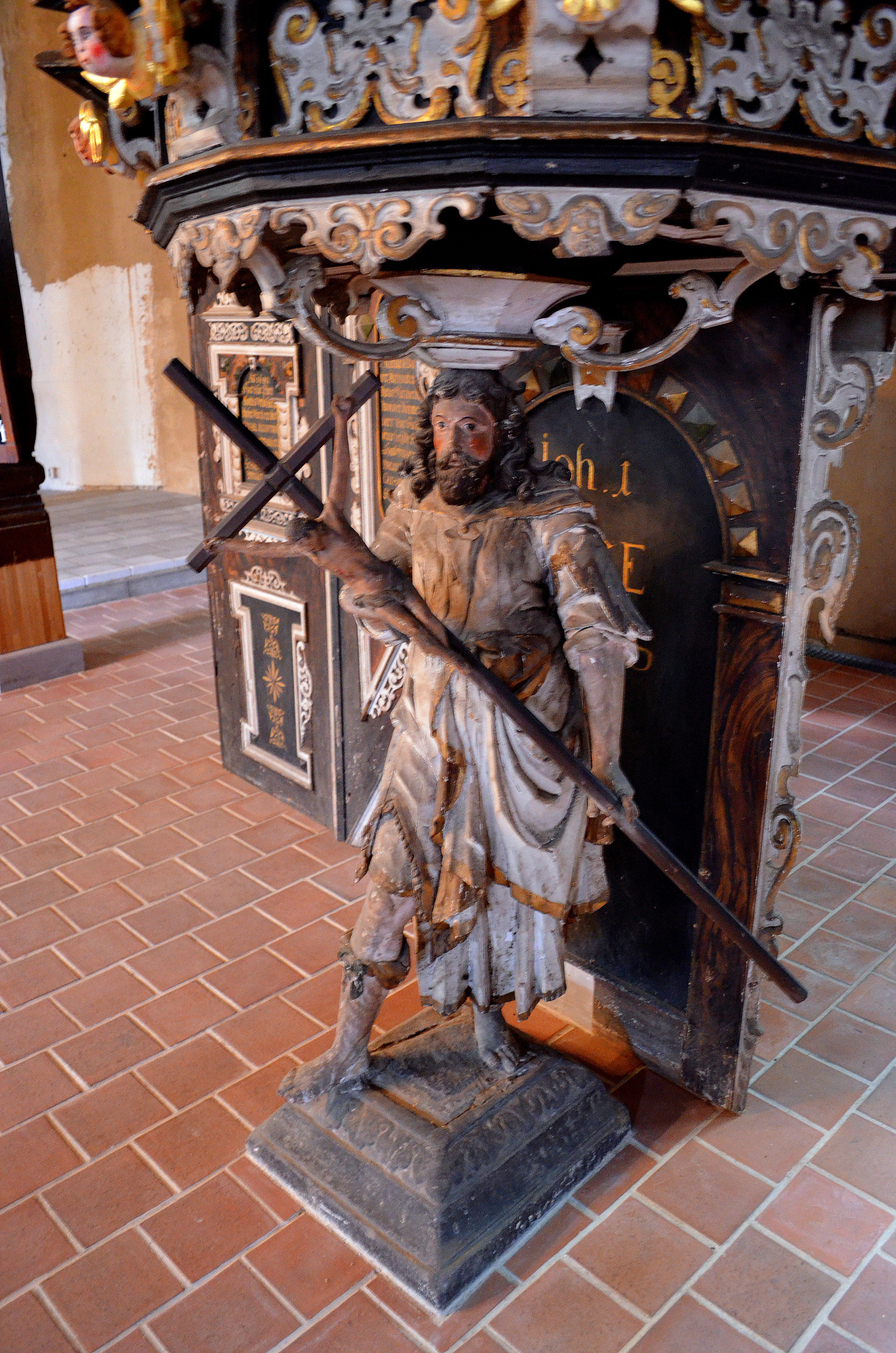
Beeld van Johannes de Doper onder de kansel
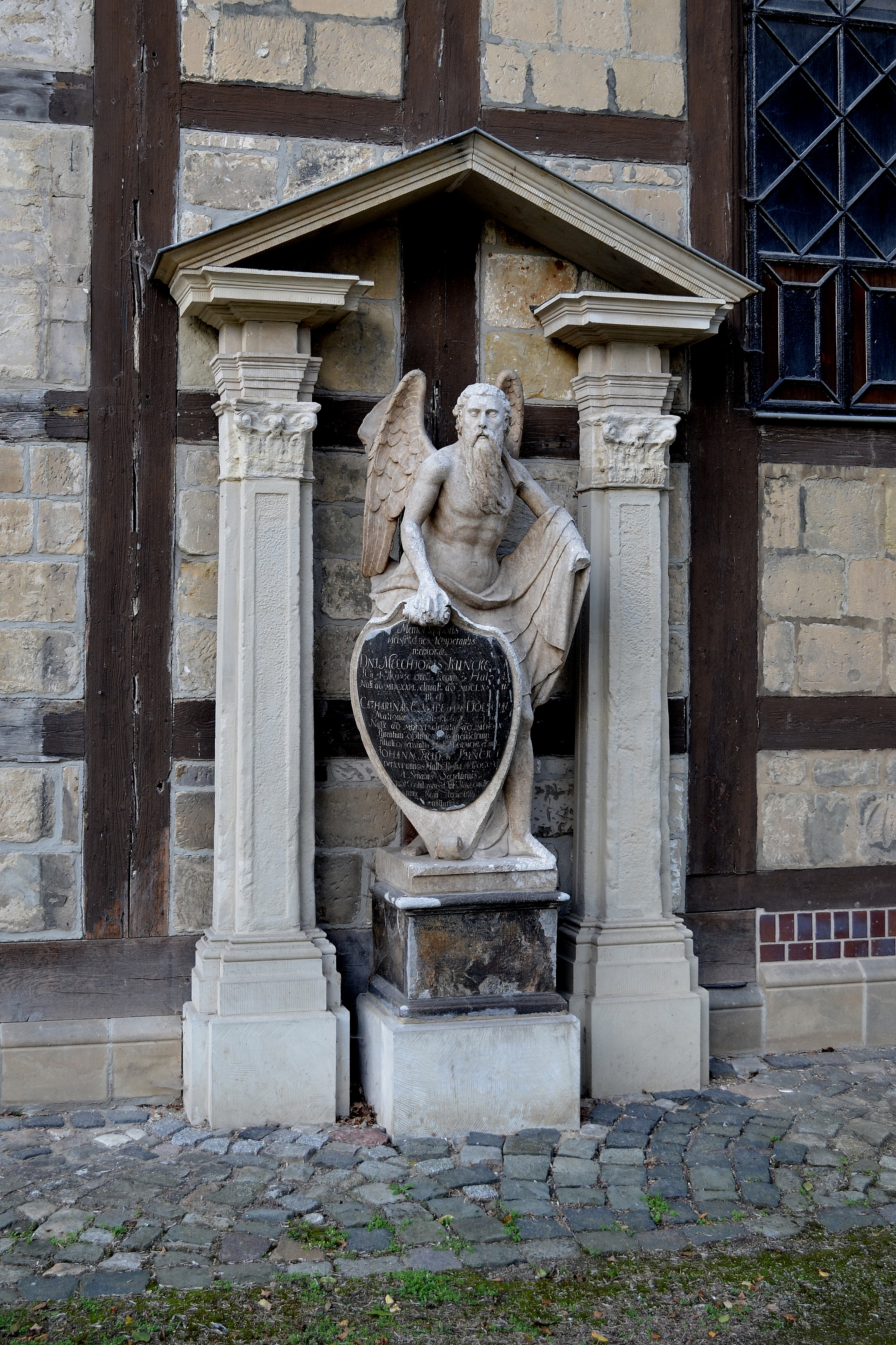
Monument aan de buitenmuur
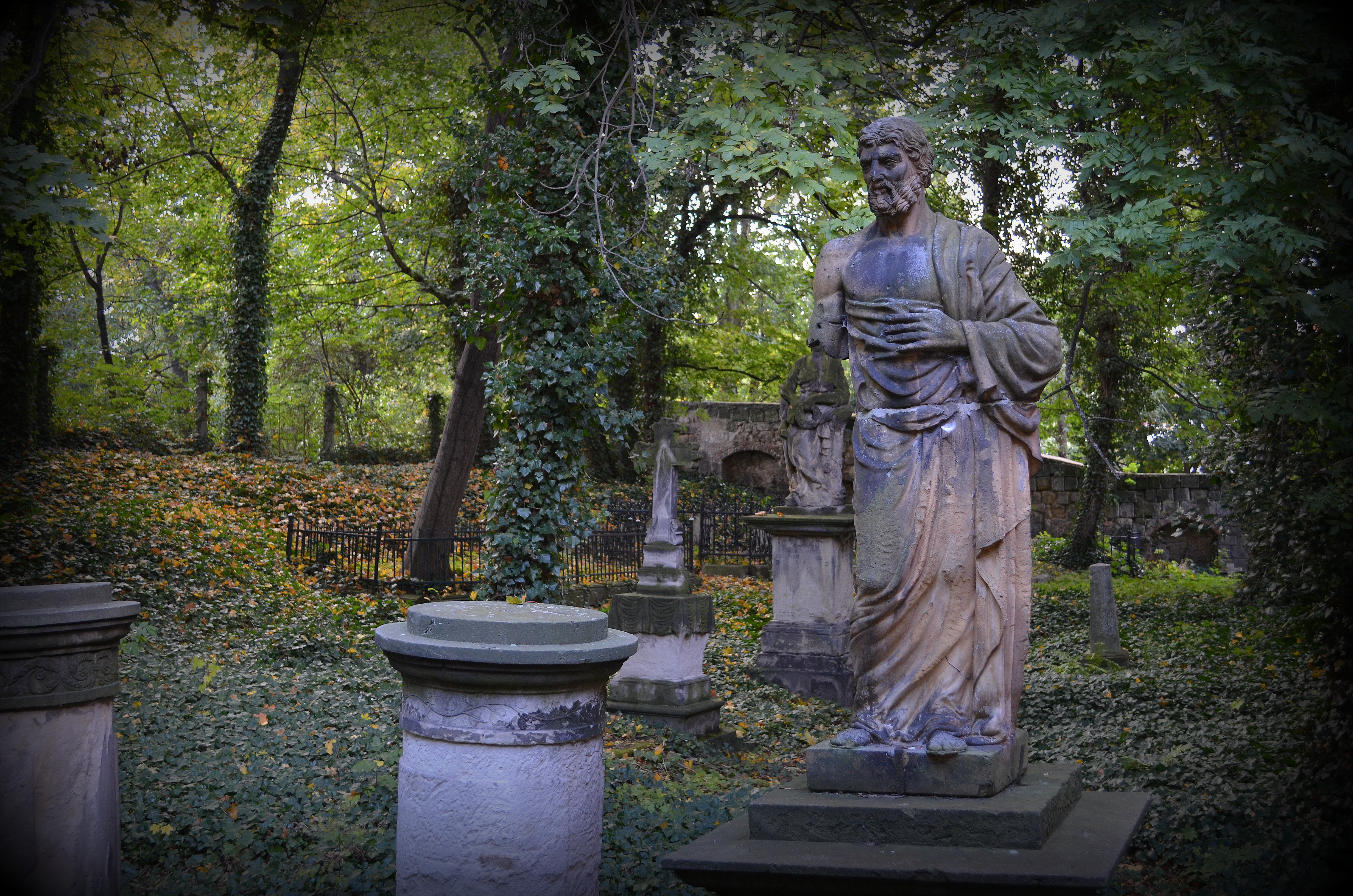
Kerkhof